# Ferganasaurus verzilini
Ferganasaurus verzilini es la única especie conocida del género extinto  Ferganasaurus  (“lagarto de Fergana”) de dinosaurio saurópodo eusaurópodo, que vivió a mediados del período Jurásico, hace aproximadamente 160 millones de años en el Calloviense en lo que es hoy Asia. La especie tipo, Ferganasaurus verzilini, descrita por Alifanov & Averianov en 2003, a partir de restos encontrados en 1966 en Kirguistán, Asia Central, en el Valle de Fergana, en sedimentos de la Formación Balabansai. Es un saurópodo similar a Rhoetosaurus, que alcanzó aproximadamente los 19 metros de largo. Los restos conocidos incluyen un esqueleto parcial postcraneal, donde se destaca la presencia de 2 largas garras por mano. Otro materia referible al género incluye dientes espatulados similares a los de Jobaria, colocándolo justo antes de la diversificación de los saurópodos.